# یواس‌اس لیگنیت (آی‌ایکس-۱۶۲)
یواس‌اس لیگنیت (آی‌ایکس-۱۶۲) (به انگلیسی: USS Lignite (IX-162)) یک کشتی بود که طول آن ۳۶۶ فوت ۴ اینچ (۱۱۱٫۶۶ متر) بود. این کشتی در سال ۱۹۴۴ ساخته شد.